# Christophe Desbouillons
Christophe Desbouillons, né le 20 août 1958 à Caen, est un joueur de football professionnel, devenu entraîneur.

## Biographie
Formé au SM Caen, le club de sa ville natale (alors sous statut amateur), Desbouillons fait partie de l'équipe de la Ligue de Normandie qui dispute la Coupe nationale des cadets en 1975. Ce défenseur solide mesurant 1,83 m quitte la Normandie à 18 ans pour démarrer une carrière professionnelle prometteuse. Devenu joueur de l'Olympique lyonnais, en première division, il est sélectionné en Équipe de France espoirs et participe à ce titre à la Coupe du monde des moins de 20 ans 1977. Il dispute finalement plus de 150 matchs de première division au cours de sa carrière.
Reconverti entraîneur, il assure d'abord deux saisons comme entraîneur-joueur à La Rochelle, en D3, puis prend en main le centre de formation du SCO Angers (club de D2) pendant quatre ans. Après quatre ans à Viry-Châtillon, il retourne au SM Caen, son club formateur, en tant qu'adjoint de Pascal Théault, avec lequel il a été formé. À la suite du licenciement de ce dernier, il assure un interim de quelques matchs avant le recrutement de Jean-Louis Gasset, d'Hervé Gauthier puis de Patrick Rémy, avec lesquels il garde son poste d'adjoint. En février 2002, après deux semaines de stage au CTNFS de Clairefontaine, il est diplômé du brevet d'État d'éducateur sportif 2e degré (BEES 2). Au cours de la saison 2002-2003, il quitte finalement le club. Il a depuis lors exercé comme recruteur du Reading FC et comme entraîneur de différents clubs du championnat de France amateur (notamment à l'AJS Ouistreham, dans la région de Caen).
En octobre 2009, il est nommé directeur technique national de la fédération de Maurice de football. En 2014, il rejoint la Réunion et devient co-entraîneur de l'US Bénédictins. Mis à l'écart à la mi-saison, Desbouillons reprendra le poste en 2015.

## Carrière

### Joueur
- 1975-1976 :  SM Caen (D3)
- 1976-1981 :  Olympique lyonnais (D1)
- 1981-1985 :  FC Rouen (D2 puis D1)
- 1985-1987 :  SCO Angers (D2)
- 1987-1988 :  CS Meaux (D3)
- 1988-1990 :  ES La Rochelle (D3)

### Entraîneur
- 1988-1990 :  ES La Rochelle (D3)
- 1990-1994 :  SCO Angers (centre de formation)
- 1994-1998 :  ES Viry-Châtillon (National 2 / CFA)
- 1998-2002 :  SM Caen (D2) (adjoint, interim de deux matchs à la tête de l'équipe première en 2000-2001)
- 2004-2006 :  FC Bourg-Péronnas (CFA)
- 2007-2009 :  AJS Ouistreham (CFA2)
- 2009-2013 :  DTN de la Fédération de Maurice de football
- 2014- :  US Bénédictins (D1P)